# Grecia durante la Segunda Guerra Mundial
La historia de Grecia durante la Segunda Guerra Mundial es la del primer lustro de una década de conflictos en el país balcánico.

## Antecedentes
Ioannis Metaxás había impuesto la dictadura en agosto de 1936, con la aquiescencia del rey Jorge II de Grecia, que lo había nombrado poco antes presidente del Gobierno. El general prohibió los partidos políticos y desbarató los intentos de oposición política. El Partido Comunista de Grecia (KKE) pasó a la clandestinidad, pero fue perseguido con notable eficacia por el ministro del Interior, admirador de la Alemania nazi.
El Reino Unido toleraba a Metaxás porque su Gobierno favorecía los intereses económicos, políticos y militares británicos en la región. En efecto, el Gobierno griego del general aseguraba el pago de la deuda externa y protegía las comunicaciones británicas en el Mediterráneo oriental. Los británicos consideraban además al rey griego un buen amigo del Reino Unido. Los británicos trataron de frenar la penetración económica y política de Alemania en los años que precedieron a la Segunda Guerra Mundial, sin lograrlo. El Ministerio de Asuntos Exteriores trató en vano de aumentar las importaciones de tabaco griego y las inversiones a largo plazo en Grecia.

## Neutralidad griega en el conflicto mundial (1939-1940)
La invasión italiana de Albania en abril de 1939 aumentó la tensión en la zona. El Reino Unido garantizó al punto la integridad territorial de Grecia. El Gobierno griego presentó el gesto como un acto espontáneo de los británicos, pero, en realidad, lo había favorecido y lo aceptó el 13 de abril.
Grecia se mantuvo neutral cuando estalló la Segunda Guerra Mundial en septiembre de 1939 y trató de evitar toda provocación de las grandes potencias. La guerra podía poner en peligro la dictadura, impopular, e incluso la monarquía.
Francia deseaba crear un nuevo frente en los Balcanes, similar al que había existido en la Primera Guerra Mundial, pero el Reino Unido temía que intervenir en los Balcanes incitase a Italia a entrar en la guerra, por lo que el plan se desechó finalmente. La neutralidad griega favorecía de hecho a los británicos: el Gobierno griego animaba a los marineros a enrolarse en los buques británicos y había permitido que sesenta mercantes fuesen alquilados para servir al Reino Unido. A cambio, los británicos le concedieron a Grecia un préstamos de medio millón de libras en enero de 1940.
La creciente amenaza italiana hizo que Grecia estrechase lazos con el Reino Unido. El rey, Metaxás y el alto mando griego estaban decididos a afrontar cualquier agresión italiana, aunque si el ataque provenía de Alemania la unanimidad desaparecía. El Tercer Reich gozaba de una gran influencia económica en Grecia: era el principal socio comercial del país —anteriormente lo había sido el Reino Unido—, compraba el 43 % de las exportaciones griegas y suministraba el 31 % de las importaciones. Esta posición preponderante en el comercio griego le otorgaba influencia política. Algo similar sucedía con el Reino Unido, capaz de someter a la nación balcánica a un bloqueo naval.
Si Alemania estaba descontenta con los gestos probritánicos del Gobierno griego, no tenía planes de expansión inmediata en la zona, de la que esperaba fundamentalmente obtener suministros —petróleo y minerales—. El deseo por mantener estos y evitar conflictos en la zona que los pudiesen poner en peligro hizo que Hitler bloquease los planes de expansión italiana en la región durante los primeros diez meses de la guerra. El ultimátum soviético a Rumanía en junio de 1940 y el temor a que Stalin extendiese su influencia a los Balcanes alarmaron a los alemanes y cambiaron su actitud respecto a la región.
Ciano animó en agosto a Mussolini a invadir Grecia, atizando su temor a que se firmase la paz e Italia no obtuviese ventajas de ella por haber permanecido neutral en el conflicto. No obstante, el ministro de Asuntos Exteriores conocía la actitud griega por los certeros informes del embajador en Atenas: Grecia pretendía evitar todo choque con Italia, pero estaba decidida a defenderse si la atacaban. El alto mando recibió la orden de preparar planes de invasión de Yugoslavia y Grecia, pero el ejército carecía palmariamente de medios para afrontar tales campañas: solicitó cinco mil vehículos a motor a los alemanes y una conferencia con el alto mando germano para definir las operaciones, petición que Hitler rechazó. Las sospechas alemanas de que Grecia vendía armamento al Reino Unido y le permitía utilizar su flota mercante no bastaron para justificar un ataque al reino balcánico y solamente suscitaron protestas. Hitler temía que un conflicto en la zona permitiría a los británicos volver a desplegar tropas en el continente.
La actitud alemana no desanimó a los italianos, que multiplicaron las provocaciones a partir de agosto de 1940. Orquestaron un incidente fronterizo el 13 del mes, que no bastó para incitar a los griegos a entrar en guerra. Dos días después, un submarino desconocido hundió el crucero Elli en las Cícladas. El Gobierno griego siguió sin dejarse provocar y Hitler hizo saber a los italianos que no debían agredir ni a Yugoslavia ni a Grecia. Atenas había solicitado la mediación alemana para poner fin a las acciones italianas. Roma se avino a la petición alemana de posponer toda operación contra los dos países balcánicos el 19 de agosto.
La crisis rumano-húngara de agosto y septiembre postergó nuevamente la intervención italiana en la zona, hasta que el despliegue de tropas alemanas en Rumanía sin que previamente Berlín hubiese consultado con Roma desató la ira de Mussolini en octubre. Este decidió el 15 de octubre que invadiría Grecia el 26 del mismo mes, fecha que luego se retrasó hasta el 28. Alemania conocía la intención italiana de atacar antes de que comenzase la ofensiva, pese a los desmentidos italianos.

## Agresión italiana
Mussolini presentó un ultimátum a Grecia el 28 de octubre de 1940, que el Metaxás rechazó. El deseo del mandatario italiano de emular a su homólogo alemán determinó el deseo italiano de invadir el país balcánico. Los mandatarios griegos esperaban limitar el conflicto a los dos países y que Alemania se mantuviese al margen, al menos hasta haber podido vencer a Italia.
Grecia solicitó el auxilio británico tras la invasión italiana, pero no permitió el despliegue de tropas ni en Tracia ni en Salónica, para no provocar a los alemanes. Los británicos despacharon tres escuadrillas de bombarderos Blenheim, otra de cazas Gladiator y dos baterías antiaéreas. No se permitió que los británicos bombardeasen ni los pozos petrolíferos rumanos —gran temor alemán—, ni las bases italianas en Albania; hubieron de limitarse a apoyar las operaciones griegas en tierra. Grecia trataba en vano de evitar la intervención de Alemania, inevitable desde diciembre de 1940, cuando Hitler decidió la invasión de la Unión Soviética. Para finales de mes, Metaxás se convenció de que Alemania no permitiría que Italia fuese derrotada, lo que desbarataba los esfuerzos griegos de conciliación.

## Invasión alemana y derrota
La decisión de Hitler de invadir la Unión Soviética acabó con las esperanzas griegas de que Alemania se mantuviese ajena a la guerra greco-italiana. La campaña contra la URSS exigía proteger el flanco derecho de los ejércitos alemanes, lo que equivalía a eliminar el eventual peligro proveniente de Grecia. El comienzo de una nueva ofensiva británica en el norte de África el 9 de diciembre de 1940, que puso en graves apuros a los italianos durante seis semanas, determinó que Hitler ordenase la preparación de la Operación Marita —la invasión de Grecia— el 13 del mismo mes. La operación debía evitar que los británicos amenazasen Italia y el petróleo rumano desde los Balcanes. Al mismo tiempo, Alemania se ofrecía a mediar entre Italia y Grecia.
Bulgaria accedió a rubricar el Pacto Tripartito a mediados de enero de 1941, a cambio de obtener los territorios tracios entre los ríos Estrimón y Hebro. Por las mismas fechas, Grecia solicitó el envío de una misión militar para tratar la posible colaboración británica en la defensa del país. El mariscal del aire Arthur Longmore y el general Archibald Wavell acudieron a Atenas el 13 de enero para tratar con el moribundo Metaxás —que falleció apenas tres semanas después— y el general en jefe del Ejército griego, el general Alexandros Papagos. Los griegos deseaban que los británicos les enviasen ocho divisiones para afrontar un posible ataque alemán desde Rumanía, pero estos, pese a la buena situación en la que estaban en el norte de África en ese momento, no pudieron ofrecer más que algunos ingenieros, aviones, cañones antiaéreos y tanques. Metaxás lo rechazó: creía que esto no bastaría para asegurar la defensa del país, pero sí para provocar a Alemania.

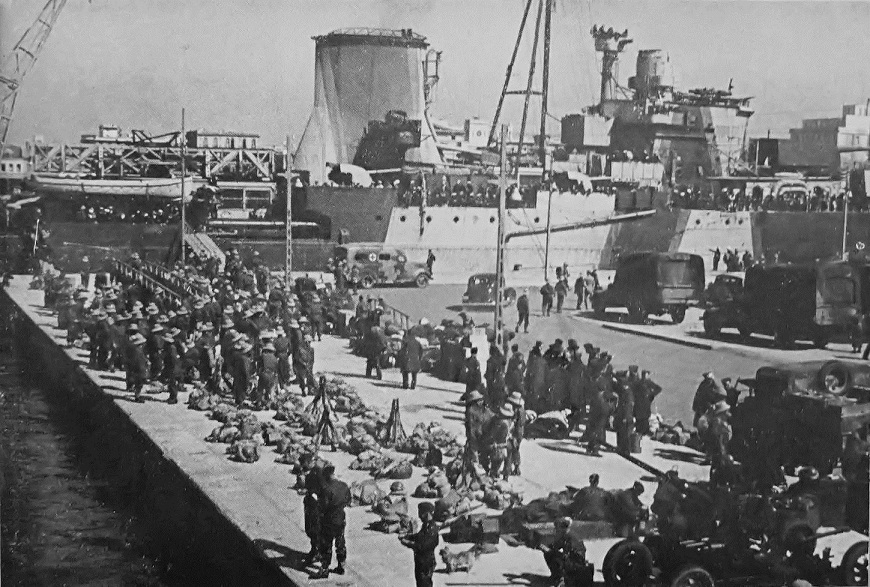
Desembarco de soldados británicos en El Pireo.

Metaxás falleció el 29 de enero, y su deceso debilitó la determinación griega a hacer frente a Hitler. El ministro de Asuntos Exteriores británico Anthony Eden y el general John Dill viajaron a Atenas el 22 de febrero para negociar nuevas ayudas británicas a Grecia dada la buena situación británica en el frente libio. Las dos partes decidieron que, en caso de agresión alemana, defenderían la línea del Haliacmón (monte Olimpo-Veria-Édessa-Kaimakchalan), lo que conllevaría abandonar Salónica al enemigo y evacuar el territorio albanés conquistado.
Eden partió luego a Turquía para tratar de recabar su colaboración y, para cuando volvió a Atenas el 2 de marzo, la situación había empeorado. Bulgaria había anunciado su ingreso en el Pacto Tripartito el día anterior y al mismo tiempo las primeras unidades alemanas habían entrado en el país. Los mandatarios griegos se mostraban más pesimistas y no había comenzado aún el repliegue de las unidades griegas hacia la línea acordada, para sorpresa de los británicos. Papagos argumentó que solo ordenaría la retirada en caso de que Yugoslavia se negase a cooperar con griegos y británicos contra Alemania. El rey hubo de intervenir para obligar al general a abordar la operación. Las primeras tropas británicas zarparon de Egipto con rumbo a Grecia dos días después de la vuelta de Eden a la capital griega, el 4 de marzo y tomaron posiciones en la línea defensiva entre el 16 y el 19 del mes. Los últimos intentos por evitar la guerra entre Grecia y Alemania fracasaron a lo largo del mes. El embajador alemán en Atenas recibió instrucciones para cesar toda negociación el día 24. Al día siguiente, Yugoslavia firmó por fin el Pacto Tripartito. Los alemanes ya solo esperaban al buen tiempo para emprender la ofensiva contra Grecia, aunque hubieron de cambiar los planes militares para incluir en la operación a Yugoslavia tras el golpe de Estado que se produjo allí el día 27.

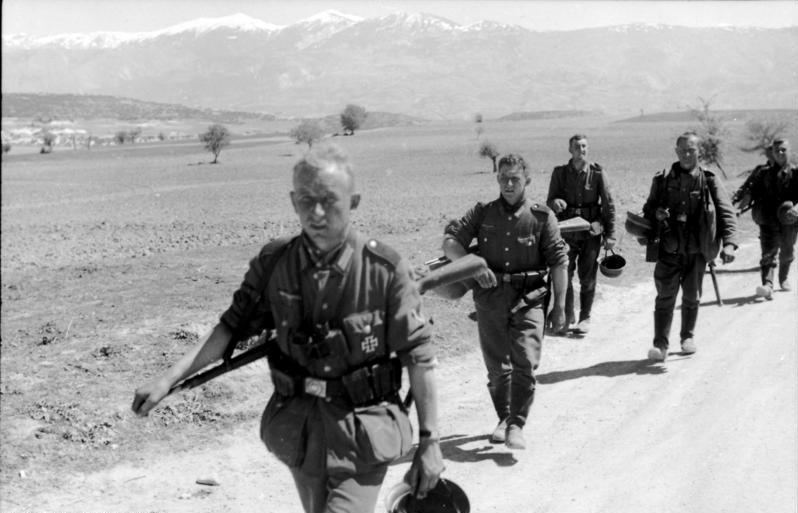
Infantes alemanes en Grecia en abril de 1941.

Alemania invadió el país el 6 de abril de 1941, Domingo de Resurrección para los ortodoxos. El 12.º Ejército del mariscal del campo Wilhelm List cruzó la frontera greco-búlgara por cuatro puntos. El grupo principal siguió el curso del Estrimón y ocupó Salónica algunos días después. El Ejército de la Tracia Occidental, aislado, se rindió el 9 de abril. Belgrado cayó el día 12 y ese mismo día el Ejército de Macedonia Occidental emprendió el repliegue hacia el Haliacmón. La reticencia de los mandos griegos destinados en el frente albanés a replegarse hizo que el avance alemán hacia Yánina amenazase con impedírselo. El jefe del Ejército de Epiro, el general Ioannis Pitsikas solicitó que se firmase el armisticio para evitar la retirada de Albania, a lo que el rey se negó. Los británicos atacaron desde el Olimpo el día 14, pero el embate fracasó y tuvieron que replegarse a las Termópilas. El caos comenzó a cundir en el Gobierno: al tiempo que el soberano sopesaba abandonar el país, el ministro de Defensa decidió el día 16 dar un permiso de dos meses a los soldados; al día siguiente, el ministro del Interior liberó a los presos políticos e hizo retirar los carteles contrarios al Eje de las paredes de la capital. Los dos ministros actuaron por su cuenta. El primer ministro Alexandros Korizis se suicidó un día después, el 18 de abril, tras recibir una nueva petición de Pitsikas para que se solicitase al punto el armisticio.
Los británicos, alarmados por la desintegración gubernamental griega que podía poner en peligro la evacuación de sus soldados, solicitó al rey que formase un nuevo gabinete con militares dispuestos a seguir combatiendo. El nuevo presidente del Gobierno no fue finalmente un militar, sino Emmanouil Tsouderos, que tomó posesión el día 20. Ese mismo día el general Geórgios Çolakoğlu se sublevó en Epiro y firmó un armisticio con el jefe de la 1.ª División Leibstandarte SS Adolf Hitler. La evacuación de las tropas británicas comenzó al día siguiente, con la aquiescencia del Gobierno griego.
El general Alfred Jodl voló a Larisa para firmar la capitulación de Grecia el día 22, pero, como el representante italiano no había recibido instrucciones de hacerlo, se hubo de firmar un nuevo documento al día siguiente, con el objeto de complacer a Mussolini. El rey Jorge se trasladó a Creta ese mismo día, el 23 de abril. Las unidades alemanas entraron en Atenas el día 27.

## Ocupación y colaboracionismo

### Reparto territorial

Las tres zonas de ocupación en las que se dividió Grecia tras la derrota militar de abril de 1941

El motivo principal para la invasión alemana de Grecia había sido militar: proteger el flanco meridional de los ejércitos que debían participar en la campaña soviética. Este imperativo militar siguió siendo primordial durante toda la ocupación y acabó causando graves estragos económicos y políticos a la nación balcánica.
El territorio se dividió en sendas zonas de ocupación para Italia —la más extensa—, Bulgaria y Alemania —la menor, pero que incluía puntos estratégicos—. Si bien la administración general del país y la defensa del territorio correspondía teóricamente a los italianos, en realidad los intereses de estos y los de los búlgaros quedaron subordinados a los alemanes. La zona asignada a Alemania abarcaba los principales núcleos económicos y los puntos estratégicos: la zona de Atenas-El Pireo, el territorio entre el Haliacmón y el Estrimón, incluida Salónica, una franja en la frontera con Turquía y las islas de Creta, Citera, Anticitera, Milo, Lemnos, Mitilene, Quíos y Esciro. La búlgara englobaba el territorio macedonio y tracio al este del Estrimón hasta la franja alemana fronteriza con Turquía. El resto correspondió a Italia hasta la capitulación del 9 de septiembre de 1943. Italia decidió anexar las provincias de Yánina, Tesprotia y Préveza en Albania.
La zona alemana dependía del mismo mando militar que Serbia, sito primero el Kifissia, cerca de Atenas, y luego en Salónica. El responsable de la zona militar fue primero el propio mariscal Wilhelm List que había dirigido la invasión, al que relevó el general Walter Kuntze en octubre de 1941, quien, a su vez, fue sustituido por el teniente general del Aire Alexander Löhr en agosto de 1942. Este mantuvo el cargo —que cambió de nombre en diciembre de 1942— hasta el fin de la ocupación en octubre de 1944. Hitler nombró asimismo un plenipotenciario para asuntos políticos, encargado fundamentalmente de las relaciones con el Gobierno colaboracionista griego que, sin embargo, casi siempre quedó sometido a las decisiones del mando militar regional. Las desavenencias entre el plenipotenciario y el mando militar hicieron que Hitler nombrase un legado plenipotenciario especial —Hermann Neubacher— en octubre de 1942.

### Los Gobiernos colaboracionistas
Geórgios Çolakoğlu presidió el primer Gobierno colaboracionista de la ocupación, que tomó posesión el 28 de abril de 1941. Lo formaban generales favorables al difunto Metaxás que habían permanecido en Grecia, de escaso talento administrativo y dos civiles, entre ellos el doctor Konstantínos Logothetópoulos, que sustituyó luego al general al frente del Consejo de Ministros.
La propaganda gubernamental fue fundamentalmente antibritánica el otoño de 1942, cuando se volvió cada vez más anticomunista y antieslava. El anticomunismo fue en efecto el principal motivo de aquellos que optaron por colaborar con el Eje a partir de enero de 1943. Ioannis Rallis, el último de los presidentes del Gobierno de la Grecia ocupada, trató de usar este sentimiento para mantener el orden social y político prebélicos.

### Explotación del territorio
Grecia, al igual que la Ucrania soviética pero a diferencia de otros países ocupados en Europa occidental y septentrional, fue explotada sin miramientos por Alemania. Esta no tenía interés en mantener el sistema de producción en conjunto ni la estabilidad financiera y se limitó a expoliar aquello que le interesaba, fundamentalmente víveres y minerales. La cosecha de tabaco fue expropiada al valor de 1939 y expedida a Alemania. La flota mercante se compró a la mitad de su valor y las empresas interesantes, al sesenta por ciento. La explotación de minerales se arrendó a precios que fijaron tanto las oficinas de explotación económica del territorio como las propias empresas metalúrgicas alemanas. Los alemanes se incautaron además de las existencias de aceitunas, aceite de oliva, pasas e higos para alimentar tanto a las tropas destinadas en Grecia como a las que combatían en el norte de África. Se apropiaron así mismo de trescientas cinco toneladas de capullos de gusano de seda y de cinco mil quinientas de lana entre abril y septiembre de 1941, lo que arruinó estas industrias textiles y dejó a miles de personas sin trabajo. Los vehículos de motor también fueron requisados, lo que complicó el abastecimiento de las ciudades. En total, los alemanes se hicieron con artículos por valor de ciento cincuenta millones de marcos en 1941, que pagaron en la nueva moneda emitida por los ocupantes, cuya equivalencia en dracmas también fijaron a su albedrío.
Grecia producía cromo, bauxita, manganeso, molibdeno y níquel, minerales todos ellos cruciales para la producción de munición. Los alemanes preveían obtener un 30 % del cromo, un 15 % del níquel y una 30 % de la bauxita que necesitaban de las minas griegas. Las propias oficinas de explotación alemanas gestionaban las minas, contrataban a los mineros y se encargaban de pagarlos y alimentarlos. Los italianos tuvieron que conformarse con las minas de níquel y de lignito; estas últimas abastecían de combustible a Atenas. Sin embargo, las expectativas alemanas no se cumplieron debido a los ataques de la resistencia tanto a las minas como a los ferrocarriles. Si en 1941 los alemanes casi lograron duplicar la producción de cromo respecto de 1938, los tres últimos años de la ocupación la producción volvió a los niveles prebélicos. Los envíos de bauxita de 1941 a 1944 fueron aún menores en comparación con la producción anual anterior a la guerra: apenas noventa y una mil toneladas cuando en 1938 el país producía ciento ochenta mil al año. Los envíos de níquel tampoco fueron grandes: setenta y una mil toneladas en toda la ocupación frente a las más de cincuenta y dos mil que Grecia obtuvo en 1938.
| Dracmas en circulación (1941-1943)                               |                                                                  |
| ---------------------------------------------------------------- | ---------------------------------------------------------------- |
| Gráfico no disponible temporalmente debido a problemas técnicos. |                                                                  |
| Nota: Según Hondros, p. 65.                                      |                                                                  |
|                                                                  | Gráfico no disponible temporalmente debido a problemas técnicos. |

|  | Gráfico no disponible temporalmente debido a problemas técnicos. |

| La inflación desbocada (1940-1944) Precio de la oka de pan en dracmas |                                                                  |
| --------------------------------------------------------------------- | ---------------------------------------------------------------- |
| Gráfico no disponible temporalmente debido a problemas técnicos.      |                                                                  |
| Nota: Según Hondros, p. 66. La oka equivale a 1.279 kg.               |                                                                  |
|                                                                       | Gráfico no disponible temporalmente debido a problemas técnicos. |

|  | Gráfico no disponible temporalmente debido a problemas técnicos. |

El coste de la ocupación desbarató las finanzas griegas. Las principales exportaciones antes de la contienda habían sido el tabaco, el aceite de oliva, los higos secos y la pasas y los alemanes se apoderaron de las existencias de estos productos. El erario perdió también tanto las remesas de los emigrantes como los ingresos de la marina mercante, ambos considerables e impidió el pago de los costes de la ocupación. Estos se calculaban en cuatro veces los ingresos estatales anuales de octubre de 1941 a octubre de 1942 o el 40 % del producto interior bruto de 1941. Esto se añadía a los déficit causados por las operaciones militares de 1940 y 1941: 4563 millones y 7516 millones respectivamente. Ante tal situación, los sucesivos Gobiernos colaboracionistas griegos recurrieron a la emisión de dinero, con la consiguiente inflación, que acabó desbocada. Los intentos de los plenipotenciarios políticos alemanes por convencer al Ejército de que redujese los costes de ocupación para no agravar la crisis económica griega fueron infructuosos. La gran inflación solo remitió temporalmente con la llegada de Neubacher en octubre de 1942, que aplicó una serie de medidas para mejorar la situación de la población y reducir los costes que en mando militar exigía al Gobierno griego. Las acciones de Neubacher y la ayuda de la Cruz Roja debían servir para estabilizar la economía y aumentar el prestigio de las autoridades ocupantes entre la población, pero la actitud hostil del Ejército lo complicaron. El aumento de tropas en Grecia a consecuencia de la victoria enemiga en el norte de África aumentó además los costes de ocupación.
Los alemanes trataron asimismo de emplear trabajadores griegos tanto en la industria como en las labores asociadas al ejército. Por añadidura, esto debía solucionar parcialmente el grave problema de paro que habían originado la guerra y la ocupación. La falta de trabajo, la hambruna del invierno y la falta de un movimiento resistente fuerte hicieron esperar a los alemanes que treinta mil trabajadores marcharían voluntariamente al Reich en 1942, pero solamente hubo 11977 voluntarios, un quinto de ellos, mujeres. El fracaso del programa voluntario hizo que se anulase en noviembre y se sustituyese por un reclutamiento forzoso, que no consiguió aumentar las cifras de trabajadores enviados a Alemania. Todos los varones de entre dieciséis y cuarenta y cinco años debían registrarse como disponibles para el servicio de trabajo a partir del 1 de febrero de 1943. Pese a las nuevas medidas, apenas 2653 trabajadores marcharon a Alemania en 1943 y 2029 lo hicieron en 1944. El Ejército alemán no podía ni siquiera obtener los trabajadores que necesitaba para las labores en la propia Grecia, y acabó empleando trabajadores forzosos italianos a partir de noviembre de 1943.

### Hambruna
Grecia dependía de la importación de cereal para satisfacer el consumo de la población: entre cuatrocientas mil y quinientas mil toneladas anuales se importaban antes de la guerra incluso en los años en los que la cosecha era mejor. El país no alcanzó la autosuficiencia hasta principios de la década de 1960. La mala cosecha de 1941 —menos de la mitad de la media— y la ocupación del país, que bloqueó los mercados habituales de abastecimiento —Canadá, Australia y los Estados Unidos—, dejaron a Grecia en un brete. La compra de alimentos por parte del Eje y la división del país en distintas zonas de ocupación también agravaron la crisis, dado el desequilibrio productivo entre las distintas regiones.
El Gobierno griego había comprado cuarenta y siete mil toneladas de cereal australiano poco antes de la invasión alemana, pero los barcos que lo transportaban no pasaron del canal de Suez, bloqueados por los británicos. Este grano debía servir para abastecer a la nación durante el verano, y su ausencia desencadenó una crisis alimentaria. La negativa búlgara a entregar cereal a la zona de ocupación alemana agudizó la crisis, pues esta contaba con grandes concentraciones urbanas que habían duplicado su población por la llegada de refugiados. El oficial de asuntos económicos del Ejército alemán calculaba que tan solo Atenas necesitaría medio millón de toneladas de grano entre julio de 1941 y el mismo mes de 1942. La hambruna apareció en la capital ya en julio de 1941, pero el Gobierno de Çolakoğlu todavía esperaba solucionar el problema obteniendo cereal de Alemania, Rumanía y del sur de la URSS, pero los mandatarios alemanes se negaron a despacharlo desde el Reich y afirmaron ser incapaces de hacerlo desde las zonas soviéticas ocupadas. Bulgaria también se negó a colaborar. Alemania envió únicamente diez mil toneladas cuando la situación pareció crítica, y abandonó lo planes de mejorar el abastecimiento cuando se enteró de las negociaciones entre británicos y turcos para permitir que parte del cereal retenido llegase a Grecia a través de Turquía. En octubre, Hitler traspasó la responsabilidad de asegurar la alimentación de la población a Italia. Para entonces la ración media de pan por persona había menguado de los doscientos gramos diarios a los noventa y seis, cifra que siguió reduciéndose en noviembre y diciembre. Italia despachó ochocientas toneladas para mitigar la escasez y Alemania diez mil más, la mitad de las cuales se perdieron cuando el barco en el que se transportaban fue hundido por los británicos. Bulgaria, Turquía, Rumanía y Yugoslavia aportaron además tres mil cuatrocientas cincuenta toneladas de verduras desecadas, arroz y azúcar. La hambruna aquejó a Atenas y Salónica desde el comienzo del invierno de 1941-1942 y no se mitigó hasta octubre de 1942, cuando la Cruz Roja empezó a despachar cantidades notables de víveres. Los dos bandos acabaron acordando la creación de una organización greco-sueca encargada del abastecimiento de alimentos que repartió quince mil toneladas de cereal y tres mil de verduras desecadas mensualmente durante el resto de la ocupación y los cinco meses siguientes y evitó que se repitiese la grave hambruna del invierno de 1941-1942.

### Exterminio de la comunidad judía
La comunidad judía tenía su origen fundamentalmente en el asentamiento de judíos sefardíes oriundos de España y Portugal que se asentaron en el Imperio otomano en el XVI, a los que se sumaron en los dos siglos siguientes otros correligionarios provenientes de Europa central y de Italia. Los judíos eran en torno a la mitad de la población de Salónica a principios del siglo XX —unas ochenta mil personas—, pero su número y proporción de la población total de la ciudad fue menguando con el tiempo: en 1941 eran ya tan solo unos cuarenta y nueve mil de una población total de doscientas sesenta mil personas. El resto de la población judía se repartía entre los trece mil que residían en los territorios que fueron asignados a Italia y los cinco o seis mil de los que habitaban en la Tracia otorgada a Bulgaria.
Las primeras medidas antijudías de los ocupantes se verificaron el 11 de abril, con la clausura de las publicaciones hebreas y la fundación de un diario antisemita. Unos diez mil judíos perecieron durante la hambruna del invierno siguiente y casi dos mil más en batallones de trabajo, de hambre y enfermedades. El exterminio de los judíos de Salónica comenzó en febrero de 1943, cuando se los obligó a concentrarse en el gueto de la ciudad. Las deportaciones comenzaron pocos días después, el 13 de febrero y para el 19 de agosto, cuarenta y seis mil personas habían sido enviadas al campo de exterminio de Auschwitz. Las autoridades italianas, al contrario que las alemanas, protegieron a los judíos. Se negaron a bloquear el paso de los que huían de la zona alemana de ocupación y buscaban refugio en la italiana y el cónsul general protegió a otros trescientos veintinueve que afirmaban ser ciudadanos italianos. El encargado de negocios de la embajada española trató de hacer lo propio con otros seiscientos, pero la negativa del Gobierno de Madrid a que se mudasen a España hizo que finalmente fuesen deportados al campo de concentración de Bergen-Belsen; solamente los trescientos veintiséis supervivientes pudieron marchar a España tras la guerra.
Tanto Konstantínos Logothetópoulos como su sucesor en la presidencia del Gobierno colaboracionista, Ioannis Rallis, protestaron por las deportaciones y propusieron, con el apoyo del arzobispo Damaskinos aunque infructuosamente, que se internase a los judíos en una isla griega administrada por Italia. Las propiedades judías fueron entregadas al gobernador de Macedonia para su reparto entre los refugiados griegos que habían huido de los territorios ocupados por Bulgaria. EAM también protegió a la comunidad en las zonas donde era fuerte: en la comarca de Volos-Trikala-Lamia, una de las de mayor implantación de la guerrilla, solamente 450 de los 3825 judíos fueron deportados.
La protección italiana se esfumó con la capitulación de septiembre de 1943 y la persecución alemana se extendió a las zonas hasta entonces gestionadas por Italia. Cinco mil cuatrocientas personas fueron detenidas y deportadas en una serie de redadas hechas entre el 23 y el 25 de marzo de 1944. El noventa por ciento de los 1725 judíos de Yánina fueron detenidos y deportados, con la colaboración de la policía griega. De los hebreos que residían en las islas, solo se salvaron los trescientos de Zacinto, merced a la intervención del oficial a cargo de la isla, de origen austriaco, que les dio tiempo para que huyesen a Italia antes de la llegada de las SS.
Menos de diez mil judíos de una población total de setenta y tres mil personas sobrevivieron.

### Unidades militares
Los alemanes armaron a unidades muy diversas entre 1941 y 1944: había trece tipos. Estas contaban con 16625 hombres en el verano de 1944. Las más selectas eran los «batallones de evzones» —nombre tradicional de la flor de las unidades del Ejército griego—, cinco unidades de unos mil hombres cada uno, acuarteladas en localidades de Peloponeso: Esparta, Pigos, Kalamata, Trípoli y Patras. Estaban dotados de armamento italiano y operaban en ocasiones en el Ática. Los alemanes crearon cuatro batallones más en el invierno de 1943-1944 para servir en la Grecia central y suroriental y unidades menores para Macedonia. Existía además un grupo de asesinos que operaba de paisano matando a opositores que designaban el mando alemán o los propios batallones de seguridad; se formó en marzo de 1944. Dos batallones de italianos se sumaron a estas unidades empleadas fundamentalmente en operaciones antiguerrilleras y en represalias tras la capitulación de septiembre ed 1943. El empleo de estas unidades redujo considerablemente el número de bajas alemanas en la lucha contra la resistencia. Los Batallones de Seguridad protegieron además la retirada alemana del Peloponeso en septiembre de 1944 y la de Macedonia y mes después.
El temor a un desembarco aliado en los Balcanes después de la derrota en África hizo que el Eje reforzase las defensas griegas. Cuatro divisiones alemanas y dos italianas quedaron encargadas de la defensa del territorio en el primer semestre de 1943. Dos batallones de la policía de las SS se sumaron a las divisiones en julio y agosto, principalmente para proteger los ferrocarriles y participar en la lucha contra la guerrilla. También en agosto, llegó una nueva división búlgara, a solicitud de Alemania. El número de soldados bajo mando alemán destinados en Grecia creció enormemente: de los setenta y cinco mil de marzo de 1942 a los doscientos setenta y cinco mil de octubre de 1943. Estos se sumaban a los 54695 búlgaros desplegados en el norte del país en agosto de este último año. El gran aumento, casi una duplicación, se debió al temor de Hitler a que los Aliados desembarcasen en la zona tras haberse apoderado de Sicilia el 17 de agosto y haber pasado a la península italiana el 3 de septiembre.

### Rendición italiana
La rendición italiana se anunció el 8 de septiembre de 1943 y para el 12 los alemanes habían desarmado a un cuarto de millón de soldados italianos, con la colaboración del mando. Solo hubo problemas con algunas unidades: con la División Acqui, que resistió en Corfú y Cefalonia y con la Pinerollo, acuartelada en la Grecia central. La Acqui perdió cuatro mil hombres en los combates con los alemanes y sus supervivientes fueron despachados al frente soviético. En total, los alemanes desarmaron a doscientos sesenta y cinco mil italianos en Grecia: ciento setenta mil volvieron inmediatamente a Italia, otros cincuenta mil lo hicieron más tarde, veintinueve mil quedaron al servicio de los alemanes en batallones de trabajo y los quince mil restantes fueron encuadrados en grupos de seguridad.

## Tensión política
La lealtad del rey a los británicos le granjearon las simpatías del primer ministro Winston Churchill y del Ministerio de Asuntos Exteriores, empeñados desde entonces en que recuperase el trono al concluir la guerra. La opinión pública griega, por el contrario, era hostil en general al monarca, al que se asociaba a la dictadura de Metaxás y a la derrota militar, y al que se recriminaba que hubiese huido del país.

## Resistencia
Los primeros gestos de oposición a la ocupación fueron individuales y descoordinados. El Gobierno no había preparado la resistencia a los invasores antes de abandonar Grecia en abril. Estas acciones aisladas dejaron paso luego a organizaciones contrarias al Eje; las principales fueron el Frente de Liberación Nacional (EAM, dominado por el partido comunista), la Liga Griega Nacional Republicana (EDES) y la Liberación Nacional y Social (EKKA). Ni el rey ni su Gobierno en el exilio contaban con planes para organizar la resistencia interna a los ocupantes y contaban simplemente con regresar al país cuando terminase la guerra. Los oficiales monárquicos que no marcharon al exilio se limitaron a tratar de sobrevivir a la contienda, a la espera del regreso del soberano. La pasividad gubernamental creó un vació que ocuparon otras fuerzas.
Los graves reveses sufridos por el Partido Comunista de Grecia durante los años de la dictadura de Metaxás no acabaron, empero, con la organización, que fue la primera en formar un amplio movimiento de resistencia a la ocupación del Eje, EAM, con su rama militar, ELAS. Esta formación permitió además fortalecer políticamente a la izquierda griega. EAM se limitó hasta 1943 a hostigar al Gobierno colaboracionista, planteando fundamentalmente reivindicaciones políticas y evitando chocar directamente con los ocupantes.
Los grupos guerrilleros tardaron más en surgir que las organizaciones políticas. Napoleón Zervas (jefe militar de EDES) marchó a las montañas de Epiro en junio de 1942 y empezó a actuar en septiembre. Ese mismo mes, ELAS llevó a cabo su primer asalto contra soldados del Eje. Los dos grupos, que contaban por entonces con bandas de entre veinte y cien hombres, se dedicaron durante octubre y noviembre a asaltar comisarías, sabotear líneas de comunicación y saquear tiendas de alimentos para repartirlos entre la población. Para final de año había bandas armadas en el Peloponeso, Tesalia, Macedonia y Tracia.
Los distintos movimientos resistentes griegos coincidían en el rechazo a la monarquía, que asociaban a la dictadura de Metaxás y al fascismo.